# Ванадиевая кислота
Ванадиевая кислота — неорганическое соединение, 
слабая кислота с формулой HVO3,
жёлтые кристаллы,
мало растворяется в воде.

## Получение
- Образуется при растворении оксида ванадия(V) в воде:

{\displaystyle {\mathsf {V_{2}O_{5}+H_{2}O\ {\xrightarrow {}}\ 2HVO_{3}}}}

## Физические свойства
Ванадиевая кислота образует жёлтые кристаллы.
По другим данным образуется только в водных растворах V2O5.
Образует соли ванадаты.

## Химические свойства
- Реагирует с щелочами:

{\displaystyle {\mathsf {HVO_{3}+NaOH\ {\xrightarrow {}}\ NaVO_{3}+H_{2}O}}}
Разлагается при нагревании:
{\displaystyle {\ce {2HVO3 ->[t^oC] V2O5 + H2O ^}}}

## Применение
- Относится к многотоннажному производству, цена ~30$/кг.